# راسمورفان
راسمورفان (انگلیسی: Racemorphan) یک مخلوط راسمیک از دو استریو ایزومر ۱۷-متیل مورفینان-۳-اُل است که هر کدام دارای فارماکولوژی و اثرات متفاوتی هستند:
- دکسترورفان - یک توهم‌زای ضدسرفه و تجزیه کننده (آنتاگونیست گیرنده NMDA)
- لوورفانول - یک مسکن مخدر